# Katzenmusik

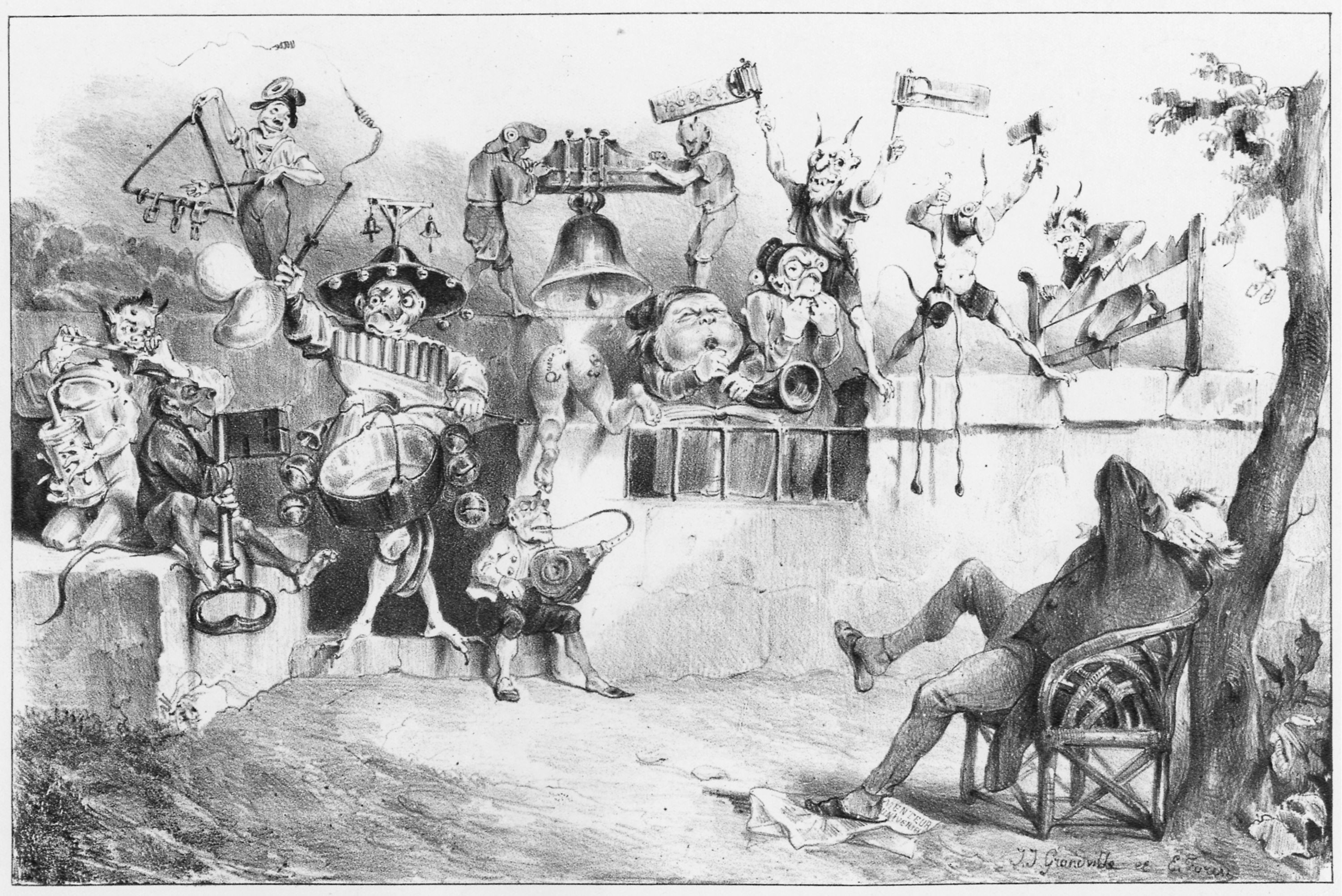
Katzenmusik (Originaltitel: Charivari; Lithographie von Grandville)

Als Katzenmusik wird ungewöhnliche Musik oder Lärmmusik verstanden, die meist aus einem Durcheinanderklingen verschiedener Töne und Geräusche besteht. Das Wort leitet sich von dem lauten, eindringlichen und unmelodischen Geschrei rolliger Katzen her. Lautmalerisch wird solche Musik mit Charivari (oder: Chalivali, Schaalwari, Scharewari) benannt.
Zu den bevorzugten Lärminstrumenten einer Katzenmusik im Brauchtum oder bei politischen Kundgebungen zählen Trommeln, Pfeifen, Tierhörner, Glocken, Schellen, Ratschen, Peitschen, Dreschflegel, Blecheimer oder Topfdeckel. Damit lassen sich im Protest ohrenbetäubender Lärm und Störungen erzeugen.
Der Begriff wird allgemeiner pejorativ verwendet, um ein Missfallen des Rezipienten an einem Musikstück oder einer Musikstilrichtung auszudrücken.

## Geschichte und Herkunft
Im Brauchtum der Naturvölker genau wie in dem der älteren und jüngeren Hochkulturen kommt der Musik in der Gesellschaft eine regelnde Kraft zu. Während bestimmte Formen des Gesanges und der Instrumentalmusik sowie bestimmte Musikinstrumente und Zusammenklänge („Tonarten“) aufbauende Wirkungen auf die Entwicklung des Zusammenlebens einer Gesellschaft haben können (siehe: Konfuzius, Platon, al-Farabi, Boëthius), dient Katzenmusik dazu, innerhalb einer Gemeinschaft als Missstände und Normbrüche empfundene Zustände oder Handlungen öffentlich zu machen und anzuprangern. Eine der wichtigsten Aufgaben bestand in einer rügegerichtlichen Funktion, die – ohne rechtliche Grundlage – das Recht ergänzte. Der Vollzug war, soweit er im Zusammenhang mit Fastnacht und Karneval stand, oft mit Komik verbunden. Er hatte für die Gerügten aber zuweilen nachhaltige Folgen. Ausgeführt wurde eine solche Katzenmusik durch öffentliches Belärmen der zu maßregelnden Person in Form von Lärmaufzügen und Spottgesängen. Zusätzlich konnte es noch zur Belagerung des Hauses, körperlicher Züchtigung, Beschmutzen der Tür, Einschlagen von Fenstern, Zerstörung von Ofen oder Dach bis zur Vertreibung und Ächtung der Betroffenen kommen. Die Redewendung „einem aufs Dach steigen“ entstammt diesem mittelalterlichen Rügebrauch.
Johannes Praetorius (alias Steffen Läusepeltzen) erzählte im Jahr 1665 in seinem Werk Ein gründlicher Bericht Vom Schnackischen Katzen-Veite von der Katzenmusicke, welche einem Saukoche zu Ehren gebracht wurde.

## Brauchtum

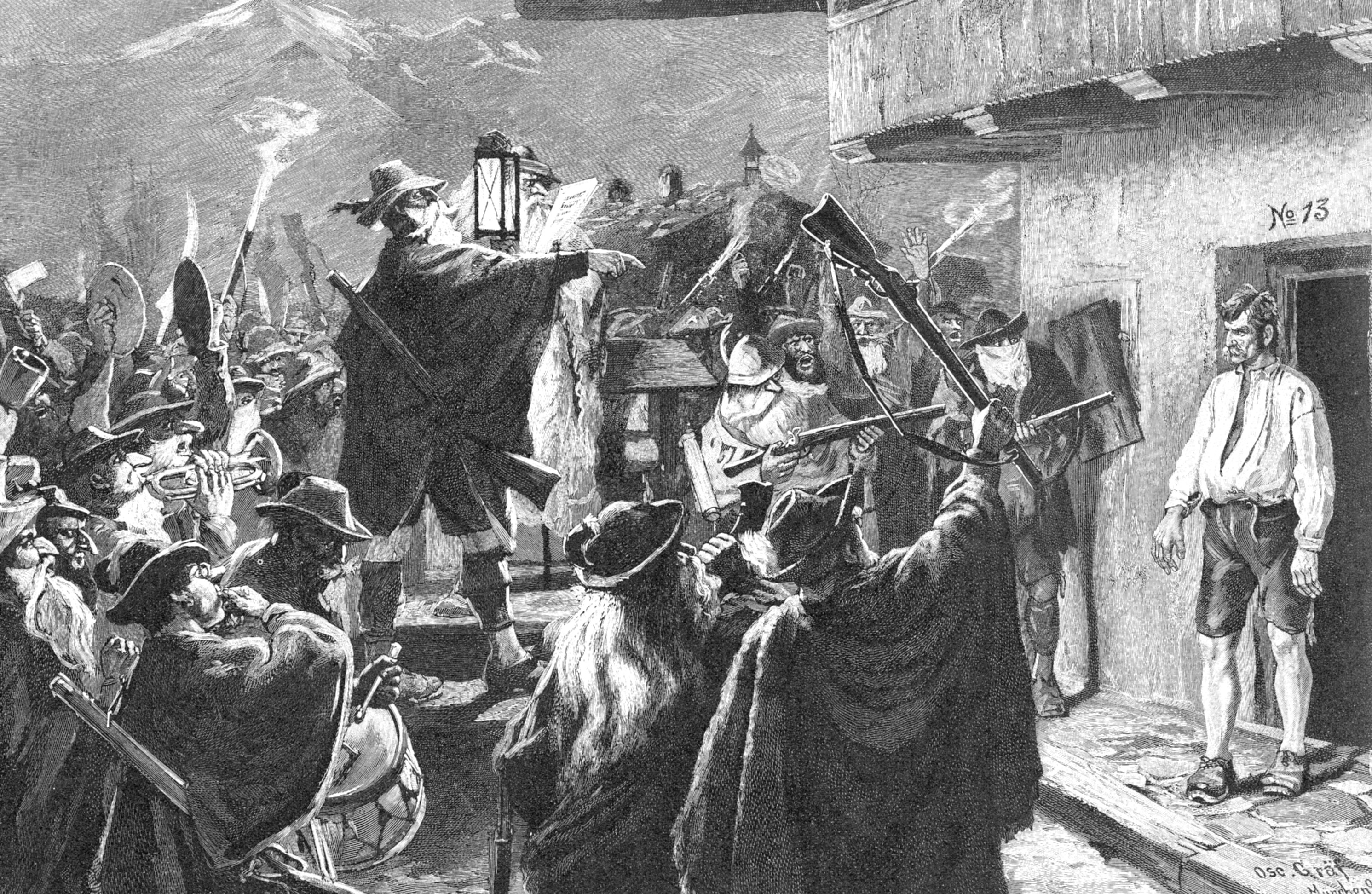
Haberfeldtreiben, Zeichnung von Oskar Gräf, 1895

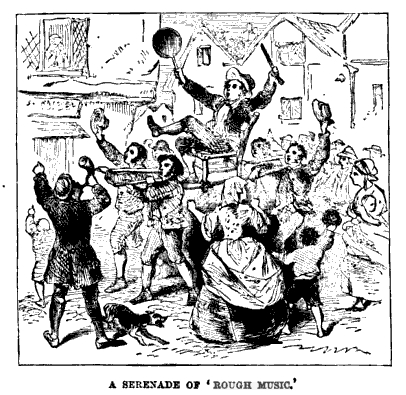
Rough music, ein englisches Pendant; 1832

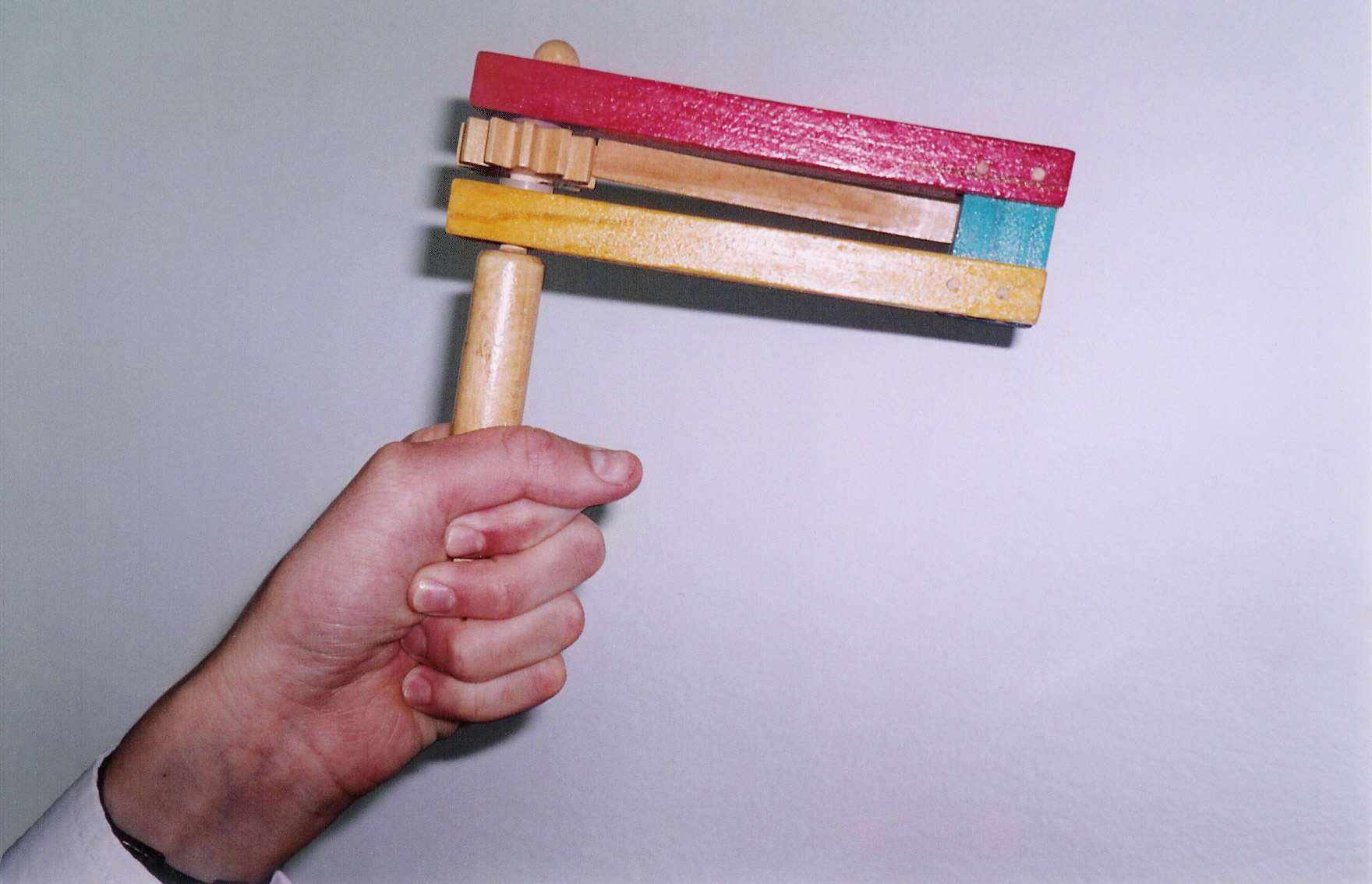
Ratsche für das Purimfest

Angewandt wurden Protest-Maßnahmen mit „Katzenmusik“ etwa bei des Ehebruchs beschuldigten Personen, Witwen, die sich vor Ablauf des Trauerjahres wieder verheirateten, sonstigen missliebigen Personen und Personenvereinigungen (Ordensgemeinschaften) oder in späterer Zeit bei verhassten Politikern oder Organisationen.
Das aus dem Mittelalter in Frankreich stammende Charivari, das einer sich wieder verheiratenden Witwe dargebracht wurde, bestand in einem wüsten Lärmen unter Absingen obszöner Lieder. Das Ehepaar musste sich davon gewöhnlich durch die Zahlung eines Lösegelds befreien. Da dies oft bis zur Erpressung führte, verbot das Konzil von Tours (1163) unter Androhung der Exkommunikation die Aufführung von Katzenmusiken. Trotzdem hat sich dieser Brauch besonders in ländlichen Gegenden bis ins 19. Jahrhundert erhalten.
Auch in anderen Ländern war dieser Brauch bekannt, so in Spanien unter dem Namen Concerrada. In England wurde besonders die Schließung einer unpassenden Ehe, vor allem bei großer Ungleichheit des Alters, mit einer Rough music angeprangert. In Italien brachte man zänkischen Ehepaaren die Scamplana dar.
Zu den verschiedenen Erscheinungsformen im deutschsprachigen Gebiet, die im studentischen Brauchtum ebenso wie in Abwandlungen teilweise noch im (alpenländischen) Brauchtum zu finden sind, gehören Rappeln, Haberfeldtreiben, Krampusumzüge sowie manches Lärmvergnügen während des Faschings, Karnevals oder der Fastnacht. Im schweizerisch-alemannischen Raum sowie in Vorarlberg kommt der Guggenmusik eine ähnliche Rolle zu. In Villingen tragen Mitglieder des Fasnetvereins Katzenmusik inzwischen Katzenschemen wie den Katzenrolli, die an Walt-Disney-Charaktere erinnern. In Konstanz findet alljährlich zur Fastnachtszeit ein Umzug der Hemdglonker statt, bei dem die Schüler unter Absingen von Gassenhauern ihren Lehrern eine gemütliche Katzenmusik darbringen. Auch beim Polterabend finden sich zuweilen katzenmusikalische Anklänge.
Im Judentum gibt es zum Purimfest eine Art Katzenmusik. Während der Vorlesung des Buches Ester wird von Kindern bei der Erwähnung des Namens Haman mit einer Schnarre (jiddisch Gragger) sowie Geschrei, Getrommel und Klopfen entsprechender Radau gemacht.

## Mittel für politische Kundgebungen
In der ersten Hälfte des 19. Jahrhunderts wurde Katzenmusik zum Schlagwort für politische Demonstrationen. So schrieb etwa Karl August Varnhagen von Ense über den König Ernst August I. von Hannover: „Man spricht allgemein mit erbitterter Verachtung von ihm und an öffentlichen Orten hat man ohne Scheu harte Verwünschungen gegen ihn ausgestoßen: ‚Die Fenster sollte man ihm einwerfen, ein Pereat mit Katzenmusik bringen!’“
In Schwaben nutzten insbesondere rechtlose Frauen aus der Unterschicht Katzenmusik dazu, um auf Missstände und Verzweiflung aufmerksam zu machen. So protestierten sie beispielsweise am 1. Mai 1847 vor den Bäckereien in Ulm mit Katzenmusik gegen die ständige Verteuerung von Mehl und Brot. Einen Tag darauf erklang auch in Stuttgart Katzenmusik; beim sogenannten Stuttgarter Brotkrawall äußerten die Stuttgarter Wengertfrauen aus dem Bohnenviertel lautstark ihren Protest.
Besonders verbreitet waren Katzenmusiken als Teil der Kundgebungen im Revolutionsjahr 1848 in den großen Städten. In Berlin forderten „Katzen-Musikanten“: „Von den großen Errungenschaften der Revolution hat man uns Bummlern nur die kostspielige Rauchfreiheit als Brosamen zugeworfen, während die Bürger das schöne, erhabene Recht: Lärm zu machen für sich alleine in Anspruch nehmen […].“ Mit Flugblättern wurde generell oder mit Maueranschlägen speziell zur Einstellung von Katzenmusiken während der Zeit der Beratungen des Parlaments aufgefordert. Am 27. Mai 1848 wurde die Veranstaltung nächtlicher Katzenmusiken unter Androhung sechswöchiger Gefängnishaft verboten.
Zu zahlreichen Katzenmusiken kam es auch in Wien: „[…] die Wiener […] aber wollen keine italienische Oper dieses Jahr hören, […] wollen keine andere Musik als – Katzenmusiken. Sie glauben gar nicht, was wir jetzt an Katzenmusiken consummieren.“

## Bezeichnung in der klassischen Musik
Seit der Barockzeit ist Charivari für die Komponisten des Abendlandes ein Stilmittel zur Beschreibung von Unordnung und Schrecklichem, das meist durch auffällige Dissonanzen oder Melodieschritte gekennzeichnet ist.
Als Katzenmusik oder Charivari wurden auch Werke von Avantgarde-Komponisten des 19. und 20. Jahrhunderts, so auch die Jazz-Musik beschimpft.

## Beispiele aus Literatur und Musik
Brauchtum
Ferdinand Gregorovius: Wanderjahre in Italien. Kapitel 48: Aus der Campagna von Rom (1858).

„Ich will bei dieser Gelegenheit einer sonderbaren Sitte Latiums nicht vergessen. Eines Abends erhob sich auf dem Platz der Stadt ein fremdartiges, ohrenzerreißendes Getöse von allerhand nicht bestimmbaren Instrumenten; ich trat hinaus und fand die große wie die kleine Jugend Genazzanos vor einem Hause versammelt, wo sie allem Anschein nach eine Katzenmusik darbrachte. Nie, selbst nicht auf deutschen Universitäten, hörte man eine genialer erfundene Disharmonie von Instrumenten. Denn diese stießen schauderhafte Töne aus der gewölbten Meermuschel, die aus dem Kuhhorn, jene klapperten mit Winzermessern, Spaten, eisernen Pfannen; dieser hielt ein Bündel von allerhand eisernen Dingen an einem Faden, welches er mächtig schüttelte, und jener rasselte über dem Straßenpflaster mit einer alten Kasserolle, die er im Halbkreis an einem Strick hin und her schleifte. Ihrer zehn oder zwölf läuteten mit Kuhglocken auf das allervergnüglichste. ‚Sagt’, so fragte ich einen Herrn, welcher dem lärmenden Haufen lachend zuhörte, ‚was bedeutet dieses sonderbare Wesen?’ ‚In dem Hause dort’, so antwortete er, ‚wohnt ein Witwer, welcher eben geheiratet hat, – man bringt ihm die Scampanellata.’ So heißt der ziemlich barbarische Gebrauch von dem Ausläuten der Kuhglocken. In ganz Latium herrscht diese alte Sitte, einem Ehepaar, dessen einer oder der andere Teil vorher verwitwet war, durch drei Abende vor dem Haus eine Katzenmusik zu bringen. Und so taten sie's dreimal in Genazzano, indem sie nach vollbrachtem infernalischem Spektakel durch den Ort zogen, voran auf einer Stange eine Kürbislaterne tragend; die Prozession setzte so ungestört durch alle Straßen diese höllische Musik fort, nicht anders, als zöge eine Schar Dämonen, die Nacht durchschwärmend, durch dieses friedliche Städtchen.“

Georg Queri: Zur Geschichte des Haberfeldtreibens. In: Bauernerotik und Bauernfehme in Oberbayern (1911).

„Die Hauptsache ist der Schlußakt, wo dann die Teilhaber mit klappernden Windmühlen, Ketten, Kuhschellen und Peitschen einen Höllenlärm vollführen oder Katzenmusik und Charivari veranstalten. Damit ist Name und Gedächtnis gebrandmarkt und der Ärgernisgeber von der ehrlichen Gesellschaft ausgeschlossen.“

Politik
Marie von Ebner-Eschenbach: Bozena (1875).

„Die Revolution ging indessen unaufhaltsam ihren Gang. Pöbelunruhen in Wien, Bürgerkrieg in Ungarn, die Oktobertage, die Abreise der kaiserlichen Familie nach Olmütz, die Desertion der Tschechen aus dem Reichstage und – parallellaufend mit diesen Ereignissen: in Weinberg – Aufpflanzungen einer schwarzgelben Fahne auf dem Heißensteinschen Hause und Katzenmusik vor demselben …“

Joseph von Hammer-Purgstall: Erinnerungen aus meinem Leben. Das Jahr 1848 (1940).

„Am Abend des 3. Mai war Canning bei Ficquelmont in der Staatskanzlei, als man diesem eine große Katzenmusik brachte; es war ein großer Fehler von Ficquelmont, diesem zusammengelaufenen Gesindel seine Abdankung zu versprechen.“

Adolf Glaßbrenner: Komischer Volkskalender für 1849.

„Das Volk hat mir gestern seinen Haß durch eine Katzenmusik dargethan.“

Johann Nestroy: Freiheit in Krähwinkel (1848).

„Katzenmusik, diese erste Frühlingslerche der Freiheit, wirbelt in der Luft, bald soll die Saat in voller Blüte stehen.“

„Heute haben s’ a Sitzung, morgen a Katzenmusik, den andern Tag ein Verbrüderungsfest …“

Wilhelm Langewiesche: Wolfs Geschichten um ein Bürgerhaus. Zweites Buch: Vor Bismarcks Aufgang (1919).

„Worauf dann zum Beschluß des Ganzen eine Katzenmusik anhebe, ein Höllenlärm, der stundenweit hörbar sei: Kesseln und Pfannen, Trommeln und Trompeten, Ratschen und Knarren, was nur irgend Lärm hergebe, werde in Bewegung gesetzt, dazu aus Leibeskräften geheult und gejauchzt, gepfiffen und gekreischt und aus ein paar hundert Flinten geschossen – er glaube nicht, daß auf diesem Planeten ein schlimmeres Getös möglich sei.“

August Bebel: Aus meinem Leben (Zweiter Teil; 1911).

„Einige Tage später hatten mir eine Anzahl Studenten eine ähnliche Ovation zugedacht. Zu dem Fenstereinwurf sollte noch eine Katzenmusik kommen.“

Paul Schreckenbach: Die von Wintzingerode (1905).

„[…] war das Volk in Rotten vor das Stift gezogen, erst hatte man ärgerliche Lieder gesungen und eine greuliche Katzenmusik gebracht, dann hatte man mit allerlei altem Geschirr, endlich mit schweren Steinen nach Tür und Fenster geworfen, und sicherlich würde es zu einem Sturm auf das Haus gekommen sein, wenn es nicht dem Rate endlich noch gelungen wäre, das empörte Volk zu beruhigen.“

Karl Kraus: Die Fackel, 1899, 1. Jg., Heft 3, S. 12.

„Unbeirrt aber von dem wirren Durcheinander dieser kunstvoll instrumentierten Katzenmusik, vollzieht sich seit Monaten langsam und feierlich der Massenübertritt der sechs deutschnationalen Abgeordneten …“

Ludwig Thoma: Andreas Vöst (1906).

„In Giebing stellten sich die jungen Burschen vor dem Wahllokal auf und brachten jedem Anhänger des Dekan Metz eine Katzenmusik.“

Georg Weerth: Skizzen aus dem sozialen und politischen Leben der Briten (1849).

„Und die geschändeten und geschmähten Katzen werden über die fashionablen Kater herfallen und werden ihnen eine Katzenmusik bringen, daß ihnen alle Katerlust vergehen soll, und die Katzen werden miauen: ‚Jetzt regieren wir!’“

Musik
Hector Berlioz:

„Der Opernkomponist ‚D‘ [vermutlich Gilbert Duprez; 1806–1896] wird von ihm ein Realist genannt, der ‚ein Charivari in Chor und Orchester mit fortwährenden Dissonanzen geschrieben‘ habe, um ‚die Verhöhnung eines Gefangenen durch jüdisches Gesindel‘ darzustellen.“

Karl Kraus: Die Fackel, 1904, 5. Jg., Heft 157, S. 21.

„Am 15. März Konzert Kubelik. Tosende Pfuirufe, tätliche Bedrohung der Besucher, Angriff auf den Wagen des Statthalterei-Vizepräsidenten, Verwundung eines Statthaltereirates, Steinwürfe in den Konzertsaal, Katzenmusik mit Steinwürfen vor der Wohnung des Künstlers, nächtliche Flucht Kubelik’s unter polizeilicher Begleitung, – Erklärung von deutsch-nationaler Seite, daß die Demonstration gegen den tschechischen Geiger Jan Kubelík sich nicht gegen die Person des Künstlers gerichtet habe.’ …“

Felix Mendelssohn Bartholdy: Reisebriefe. Rom, den 17. Januar 1831.

„Die Orchester sind schlechter, als man es glauben sollte; es fehlt recht eigentlich an Musikern, und an rechtem Sinn. Die Paar Geiger greifen jeder auf seine Art, setzen jeder verschieden ein und an; die Blasinstrumente stimmen zu hoch, oder tief; verzieren ihre Mittelstimmen, wie wir auf den Höfen zu hören gewohnt sind, und kaum so gut; das Ganze bildet eine wahre Katzenmusik, und das sind Compositionen, die sie kennen.“

Johann Strauss (Sohn): Liguorianer-Seufzer, Scherzpolka op. 57.

„Der Komponist versucht den Lärm einer Katzenmusik samt dem Geräusch klirrender Fensterscheiben musikalisch darzustellen. Der Titel bezieht sich auf die anlässlich der am 7. April 1848 veranstalteten Katzenmusik, mit der die Vertreibung der unbeliebten Redemptoristen – der „Liguorianer“ – aus Wien erzwungen wurde.“

Ludwig Tieck: Musikalische Leiden und Freuden (1823).

„Da ich Länge und Kürze der Töne, ihre Abweichung in Moll und alles, was die Musik ausmacht, ohne jedes Verständnis, nur aus dem Gedächtnis spielte (denn ich kannte nur die Note an sich selbst, so wie sie auf der Linie stand, und nichts weiter), da ich überdies gar kein Gehör hatte, den Bogen schlecht führte und in der Fingersetzung häufig irrte, so begreift sich's, was ich für ein Charivari hervorbrachte. Mein Meister, der wirklich geschickt im Spiel war, klagte in jeder Stunde über seine Ohren. Ich selbst litt, so oft ich die Violine unters Kinn nahm, wahre Höllenpein. Dies Schnarren, Pfeifen, Mauzen und Girren war mir unerträglich; selbst der beste Geiger hat, wenn man ihn zu nahe hört, einen Nebenton, die stark angestrichene Saite, besonders in der Applikatur, überschreit sich zuweilen, aber bei mir thaten sich fast nur die abscheulichsten Mißtöne hervor.“

Jakob Wassermann: Das Gänsemännchen (1915).

„Das Hauptvergnügen hatte darin bestanden, den Komponisten dirigieren zu sehen. […] Der alte Graf Schlemm-Nottheim, […] erklärte, das Unisono sämtlicher Schaubudeninstrumente auf dem Jahrmarkt sei eine musikalische Offenbarung gegen solche Katzenmusik …“